# قلعه‌های اسکاتلند

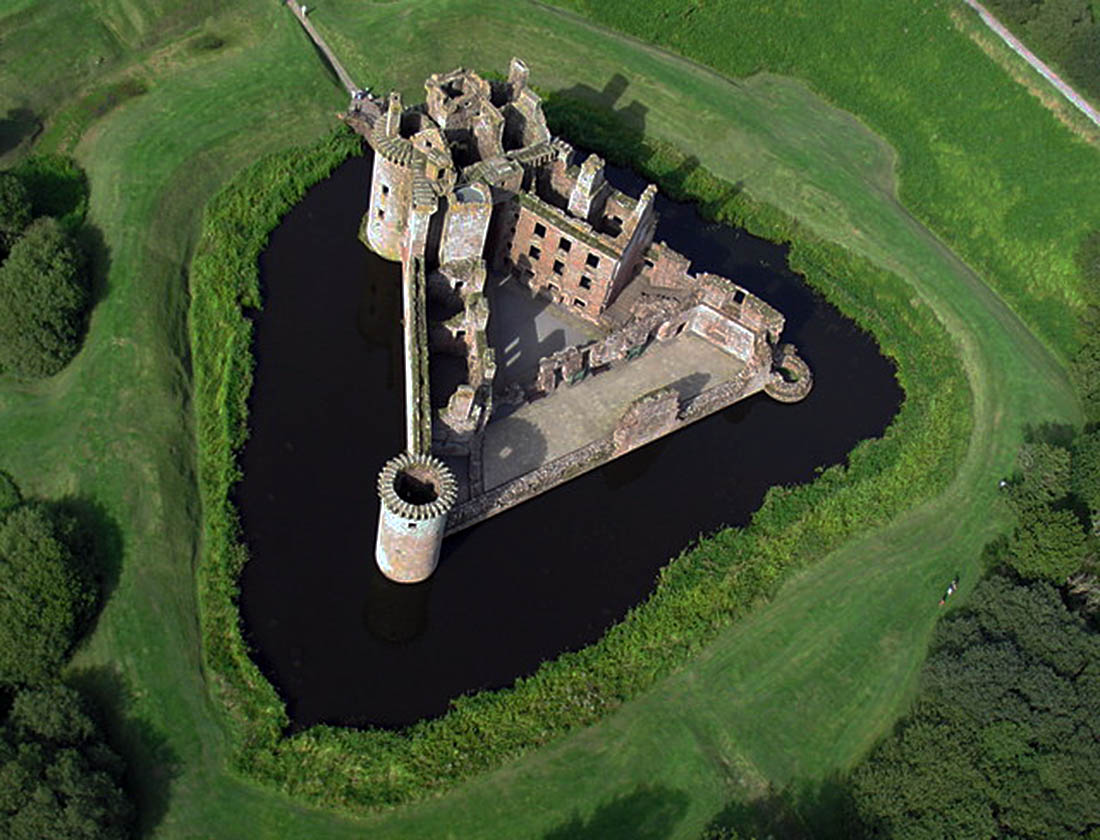
قلعه کارلاوراک

قلعه‌های اسکاتلند بناهایی بودند که هم نقش استحکامات نظامی را بر عهده داشتند و هم محل سکونت و اقامت ارباب، خانواده‌اش، و رعیت‌های او محسوب می‌شدند.

## قرون وسطی

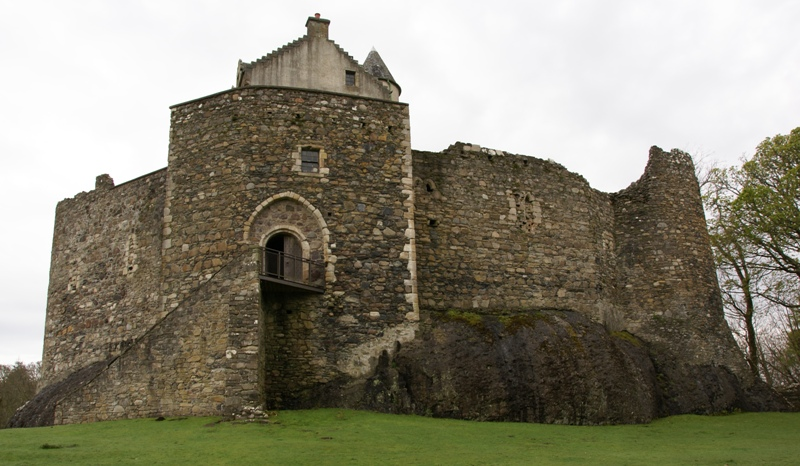
قلعه دونستفنج یکی از کهن‌ترین قلعه‌های بازماندهٔ برون‌بارویی، که غالباً در قرن سیزدهم ساخته می‌شدند.

بسیاری از قلعه‌های اسکاتلند، که برای جای‌گیری و موقعیت چشمگیرشان شناخته می‌شوند، در اواخر قرون وسطی برپا شده‌اند. الگوی قلعه، به معنای اقامتگاه محصور و مستحکم‌شدهٔ یک اشراف‌زاده، پس از آن وارد اسکاتلند شد که دیوید یکم اسکاتلند اشراف نورمن و فرانسوی را با اعطای تصدی‌گری‌های فئودالی تشویق کرد تا در سرزمین‌های جنوبی و شرقی اسکاتلند مستقر شوند تا او بتواند تسلط خود را بر این زمین‌های پست مورد مناقشه افزایش دهد.
این قلعه‌ها غالباً قلعه‌های تپه‌وحصار چوبی‌ای بودند که بر روی تپهٔ مصنوعی خاکی (مات) ساخته می‌شدند و دور آن حیاطی محصور موسوم به «بِیْلی» قرار داشت و دور حیاط خاکریز و نرده دفاعی کشیده می‌شد.
مقیاس این قلعه‌ها از قلعه‌های بسیار بزرگ مثل اینوروری تا طرح‌های کوچکتر مثل قلعهٔ بالمکللان متغیر بود.
در انگلستان قلعه‌های تپه‌وحصار در قرن دوازدهم به قلعه‌های سنگی «برجک‌وحصار» تبدیل شدند، ولی در اسکاتلند قلعه‌های تپه‌وحصاری که هنوز در قرن سیزدهم مسکون بودند تبدیل به برون‌باروهای سنگی با
حصارهایی بلند شدند.
در این دوران نیازهای دفاعی ساخت حصارهای ضخیم و بلند را با استفاده از روش‌های اقتصادی ساخت‌وساز الزامی ساخت و این روش‌ها عمدتاً منجر به ساخت دیوارهای خشکه‌چین و قلوه‌سنگی می‌شدند که نمای آن‌ها را برای محافظت در برابر رطوبت و یکدستی ظاهری با آهک یا هارلینگ اندود می‌کردند.
علاوه بر قلعه‌های بارونی، قلعه‌هایی سلطنتی در اسکاتلند ساخته می‌شد که بزرگتر از قلعه‌های بارونی بود و دربار دوره‌گرد اسکاتلند را صاحب منزل و استحکامات دفاعی می‌کرد و خود مرکز اداری محلی هم بود. تا سال ۱۲۰۰ میلادی این قلاع سلطنتی شامل قلعه ایر و قلعه برویک می‌شدند.
در جنگ‌های استقلال اسکاتلند، رابرت یکم رو به سیاست به آتش کشیدن قلعه‌های اسکاتلند آورد تا انگلیسی‌ها نتوانند این استحکامات را تصرف کنند. این کار را با تخریب قلعه‌های خود رابرت در ایر و دامفریس آغاز شد
و شامل تخریب قلعه راکسبرا و دژ ادینبورو می‌شد.
پس از جنگ استقلال، ساخت قلعه‌های جدید آغاز شد که غالباً مقیاس بزرگتری داشتند و برای جای دادن به ملازمان یک لرد از طریق سیستم «نشانک و نگهداری» ساخته می‌شدند و از شمار آن‌ها می‌توان به قلعه‌های تانتالور، لوثیان، و دون اشاره کرد که در قرن چهاردهم در نزدیکی استیرلینگ برای رابرت استوارت بازسازی شد.
باروت ماهیت معماری قلعه را به‌شکلی بنیادین تغییر داد و در قلعه‌های موجود حفره‌هایی برای شلیک سلاح باروتی و سکوهایی برای نصب آن‌ها تعبیه شد و دیوارهایشان برای مقاومت در برابر به‌توپ‌بسته‌شدن تقویت گشت.
قلعه ریونزکرگ، که ساخت آن در ۱۴۶۰ میلادی آغاز شد، احتمالاً نخستین قلعه‌ای در جزایر بریتانیا باشد که به‌عنوان یک قلعهٔ توپخانه‌ای ساخته می‌شد و در حصار آن جلوزدگی‌هایی D-شکل موسوم به جان‌پناه دژ ایجاد می‌شد که در برابر آتش توپ مقاومت بیشتری داشت و توپ‌ها را بر روی آن نصب می‌کردند تا به دو سوی جان‌پناه و اطراف جان‌پناه‌های مجاور تسلط داشته باشد.

## برج خانه‌ها

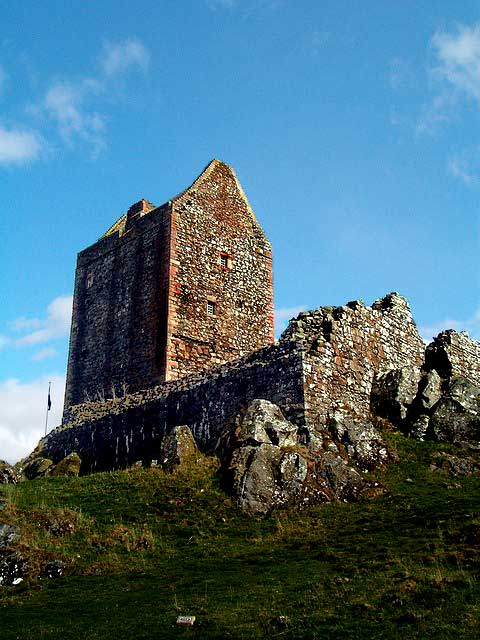
برج اسملوم در نزدیکی کلسو در اسکاتیش بوردرز

عمدهٔ استحکاماتی که اشراف اواخر قرون وسطی در اسکاتلند ساختند از گونهٔ برج‌خانه بود.
تعداد این سازه‌ها در اسکاتلند بین ۸۰۰ تا ۹۰۰ تا بوده‌است.
گونه‌های کوچکتر برج‌خانه‌ها در جنوب اسکاتلند به برج پیل یا خانهٔ پیل موسوم بودند.
قابلیت دفاعی برج‌خانه‌ها در درجهٔ اول پاسداری در برابر یورش‌های دسته‌های کوچک بود و علیه تهاجمات نظامی ساختاریافته کاربردی نداشت. تاریخ‌نگار اسکاتلندی استوارت رید در خصوص این امر برج‌خانه‌ها را «دفاع‌پذیر و نه دفاعی» توصیف می‌کند.
برج‌خانه‌ها عموماً سازه‌های سنگی بلند و کنگره‌دار بودند و مقطعی مربعی داشتند.
بارمکن یا بان حصاری بود که به دور برج‌خانه کشیده می‌شد و با آنکه قابلیت دفاعی چندانی نداشت احشام ارزشمند را در فضای باز داخل آن نگه می‌داشتند.
برج‌خانه‌ها به‌شکلی گسترده در دو طرف مرز اسکاتلند و انگلستان شمالی برپا می‌شدند. پس از آنکه در ۱۴۹۴ میلادی جیمز چهارم اسکاتلند عنوان ارباب جزیره‌ها را تسخیر کرد ساخت برج‌خانه‌ها در سراسر منطقه رواج یافت.

## کاخ‌های رنسانس
ساخت‌وساز و بازسازی گستردهٔ کاخ‌های سلطنتی در شیوهٔ رنسانس در اسکاتلند احتمالاً در روزگار حکمرانی جیمز سوم اسکاتلند (۱۴۵۲–۱۴۸۸) سر گرفت و تحت حکومت جیمز چهارم سرعت گرفت.
به‌نظر می‌رسد این آثار مستقیماً از شیوه‌های رنسانس الهام گرفته باشند.
کاخ لینلیتگو در سال ۱۴۲۴ (روزگار جیمز یکم اسکاتلند) و به مدیریت وزیر آثار حکومتی جان دی والتون به‌عنوان اقامتگاه سلطنتی بازسازی شد. به‌نظر می‌رسد استفاده از لغت پالاس (کاخ) برای ارجاع به این بنا، که در سال ۱۴۲۹ میلادی مستند شده‌است، نخستین استفادهٔ این لغت در اسکاتلند باشد.
استعمال این واژه تحت حکومت جیمز سوم ادامه یافت و مفهوم آن با کاخ‌های چهارضلعی سینوریا‌های ایتالیایی که چهار برج در گوشه‌های خود داشتند (موسوم به پالاتیوم اد مودم کاستری، یا «کاخ به شیوهٔ قلعه») گره خورد. این بناها تقارن کلاسیک را با جزئیات روشن نوشوالیه‌گری ترکیب می‌کردند.
در دوران سلطنت جیمز چهارم لینلیتگو تکمیل شد و کاخ‌هایی دیگر با تناسبات ایتالیایی بازسازی شدند.
بر اساس شواهد تاریخی، تعدادی بنّای ایتالیایی در دربار جیمز چهارم مشغول به کار بودند.

## زوال
در قرون هفدهم و هجدهم با رواج باروت اهمیت نظامی قلعه رو به زوال نهاد، ولی قلعه‌های اسکاتلند به مقاصد گردشگری بدل شدند. محبوبیت سبک معماری بارونی اسکاتلند باعث بازسازی قلعه بالمورال در قرن نوزدهم و تبدیل شدن آن به محل اقامت فصلی ملکه ویکتوریا شد.

## قرن بیستم تا به امروز
امروزه بسیاری از قلعه‌های اسکاتلند در مالکیت سازمان اسکاتلند تاریخی هستند و بازدید از آنها برای عموم آزاد است.

## یادداشت ها
1. ↑  انگلیسی:livery and maintenance، نوعی رابطه بین یک لرد و ملازمانش در بریتانیای قرون وسطی، که در آن اشخاص به جای دریافت زمین در ازای وفاداری مرسوم در سیستم ارباب‌رعیتی، به حلقهٔ ملازمان یک فرد می‌پیوستند و از او نشانکی می‌گرفتند که به معنای حمایت لرد از فرد در مناقشات بود.
2. ↑  Lothian
3. ↑  Stuart Reid
4. ↑  defensible rather than defensive
5. ↑  Master of Work to the Crown of Scotland
6. ↑  John de Waltoun
7. ↑  palace
8. ↑  palatium ad modem castri